# دولون
دولون (بالقيرغيزية: Долон)‏ وهي قرية في مقاطعة إيسيك كول في قيرغيزستان. بلغ عدد سكانها حوالي (939) نسمة عام 2009.